# Афанасьев, Игорь Яковлевич
Игорь Яковлевич Афанасьев (17 ноября 1953, п. Кравченко, Амурская область, СССР — 1 марта 2024, Москва) — режиссёр, актёр, драматург, писатель и сценарист. Заслуженный деятель искусств Украины (1992).

## Биография
Родился 17 ноября 1953 года в Амурской области. В 1956 году семья переехала в Киев. Игорь Яковлевич одновременно обучался на двух факультетах Киевского государственного института театрального искусства им. И. К. Карпенко-Карого: в 1975 году окончил актёрский факультет, в 1977 — режиссёрский. Окончил драматургическую мастерскую А. Арбузова (Москва, Всесоюзный институт повышения квалификации работников искусства, 1980—1981).
Играл на сцене Киевского национального академического театра оперетты (первым сыграл роль д'Артаньяна в мюзикле М. Дунаевского «Три мушкетёра»), был худруком Киевского мюзик-холла, директором и худруком Киевского театра эстрады, режиссёром-постановщиком Национального академического драматического театра им. И. Франко.
С 1993 по 2010 год жил и работал в США (создатель и ведущий программ на канале русскоязычного телевидения WMNB-NY, директор первого всеамериканского украинского телевидения WMNB — UBN, продюсер театра «Миллениум» — Нью-Йорк). В 2001 году создал продюсерский центр «Театр Игоря Афанасьева». С 2012 по 2014 год — режиссёр Национального академического драматического театра им. И. Франко. В 2014 году переехал в Россию.
С 2015 года — режиссёр-постановщик Московского государственного театра эстрады, с 2018 года — режиссёр-постановщик Центрального академического театра Российской Армии.
В 2015 году написал пьесу «Человечки», действие которой происходит в утробе матери. Пьеса получила благословение Святейшего Патриарха Московского и всея Руси Кирилла. Премьера спектакля (сценическая версия «Запретный плод») состоялась 17 февраля 2018 года на сцене Московского областного ТЮЗа п/р Нонны Гришаевой при поддержке Синодального отдела по взаимоотношениям Церкви с обществом и СМИ. Спектакль стал событием в театральном мире: «Никакие агитки, плакаты и многомиллионные федеральные программы по профилактике абортов не сравнятся с «Запретным плодом», который просто, тонко и без лишних нравоучений переворачивает человеческое сознание». Всероссийский гастрольный тур «Запретного плод» начался в 2018 году с Дальнего Востока, в 2020 году спектакль Игоря Афанасьева был удостоен гранта Фонда поддержки гуманитарный и просветительских инициатив «Соработничество», став победителем в номинации «Социальное служение». В 2022 году спектакль стал победителем грантового конкурса Президентского фонда культурных инициатив и расширил свою гастрольную карту. В общей сложности спектакль увидели жители 35 городов России.
В 2019 году Игорь Афанасьев стал победителем международного драматургического конкурса «Автора на сцену», его пьеса «Петр Первый. Из плоти и крови» была удостоена сертификата на постановку на миллион рублей от Министерства культуры РФ.
Театральные постановки по пьесам Игоря Афанасьева осуществлены в театрах Украины, Беларуси, Польши, Словакии, Израиля, США, России.
В российском кино работал с 2005 года.
24 ноября 2023 года был госпитализирован с инсультом. В феврале у него обнаружили рак поджелудочной железы. Умер 1 марта 2024 года в Москве.

## Творчество

### Актёр театра
Киевский национальный академический театр оперетты (Украина)
- 1977 — «Три мушкетера» — д'Артаньян
- 1978 — «Любовь Яровая» — поручик Яровой
- 1980 — «Суд идёт» — Чарли Чаплин

Национальный академический драматический театр им. Ивана Франко (Украина)
- 1985 — «Энеида» — Эней

### Актёр кино
- 1988 — «Утреннее шоссе» (Украина)
- 1992 — «Кому вверх, кому вниз» (Украина)

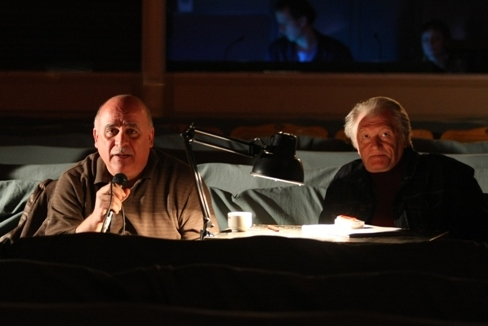
Игорь Афанасьев и Юрий Рыбчинский на репетиции спектакля "Эдит Пиаф. Жизнь в кредит", 2008 год

- 1992 — «Дорога никуда» (Украина)

### Режиссёр театра
Киевский академический драматический театр им. Леси Украинки (Украина)
- 1988 — «Конёк-Горбунок»

Киевский театр эстрады (Украина)
- 1987 — «От каданса до брейкданса»
- 1989 — «Ниф, Наф, Нуф в мюзикле — буфф!»
- 1991 — «Звёзды XXI века»
- 1992 — «Відьомські жарти»
- 1993 — «Лёгкий ужин на двоих»
- 1993 — «Может быть и шоу»

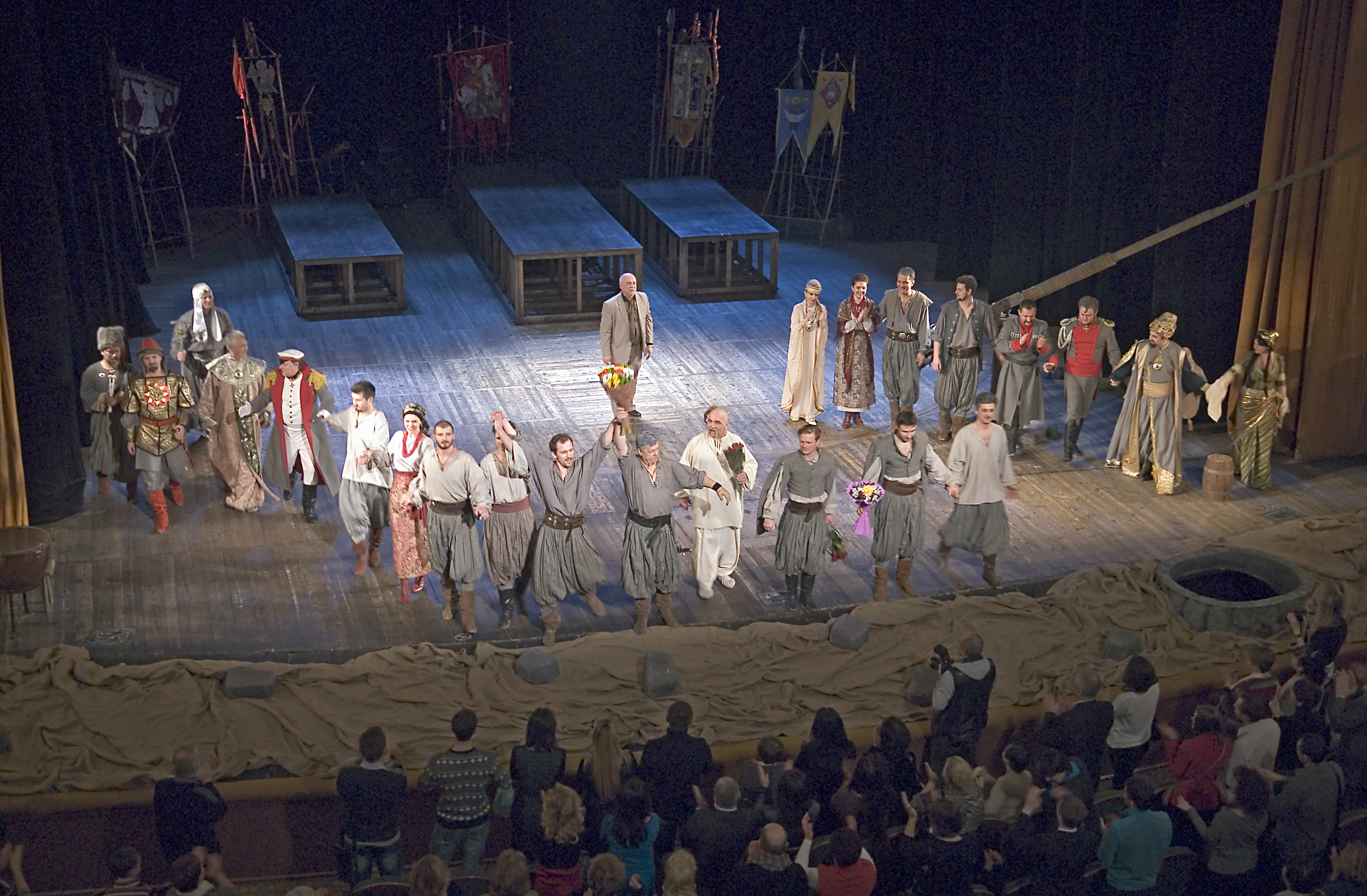
Спектакль "Урус-Шайтан", 2013 год. В центре - Игорь Афанасьев

Национальный академический драматический театр им. Ивана Франко (Киев, Украина)
- 1982 — «Конотопская ведьма»
- 1983 — «Дом, в котором переночевал Бог»
- 1985 — «Фронт»
- 1986 — «Бунт женщин»
- 1987 — «Шиндай!»
- 1987 — «День рождения кота Леопольда»
- 1988 — «Ночь перед Рождеством»
- 2003 — «Ревизор»
- 2008 — «Эдит Пиаф. Жизнь в кредит»
- 2010 — «Урус-Шайтан. Байки про Сірка — кошового атамана, шевальє д’Артан’яна та турецького султана»

Театр «Миллениум» (Нью-Йорк, США)
- 2002 — «Варшавская мелодия-2»
- 2002 — «Терем,ОК!»
- 2003 — «Школа Донжуанов»

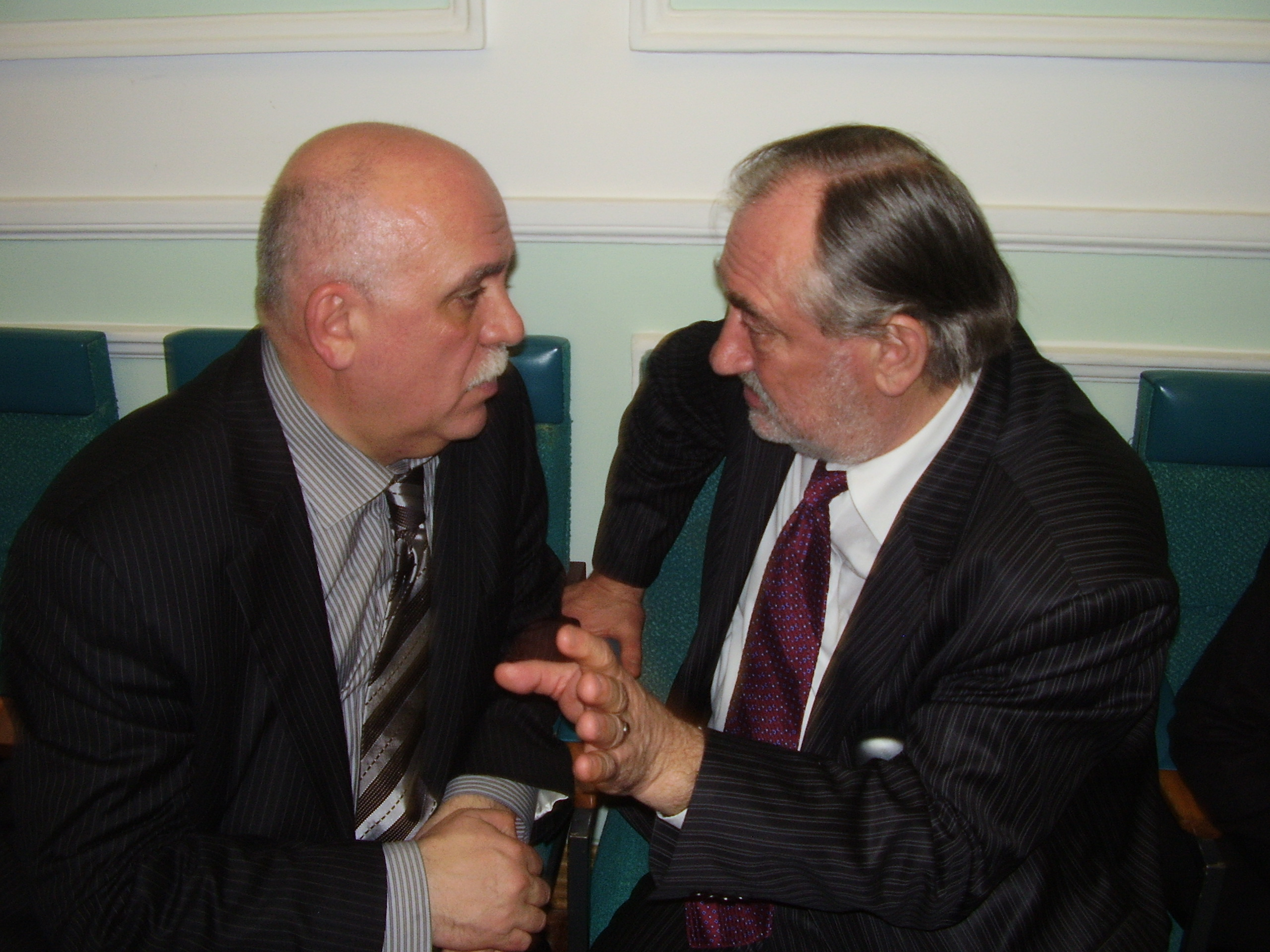
Игорь Афанасьев и Богдан Ступка за обсуждением спектакля, 2010 год

- 2010 — «Привидения Мулен-Руж», мюзикл

Театр «Новая Опера» (Москва, Россия)
- 2007 — Постановка концертной версии мюзикла Игоря Демарина «Парфюмер»

Амурский областной театр драмы (Россия)
- 2010 — «Искатели счастья» (по пьесе Игоря Афанасьева)
- 2010 — «Четыре карата взаймы» (по пьесе Игоря Афанасьева «Одинокая леди»)
- 2011 — «Мадама, или Сага о Восточном Париже» (по пьесе Игоря Афанасьева)
- 2011 — «Лузер» (по пьесе Игоря Афанасьева)
- 2011 — «Ночь перед Рождеством» (по повести Николая Гоголя)
- 2014 — «Дона Флор и два её мужа» (по роману Жоржи Амаду в инсценировке Яны Стародуб-Афанасьевой)
- 2014 — «Лёгкий ужин в Паттайе» (по пьесе Игоря Афанасьева)
- 2021 — «Букет» (по пьесе Яны Стародуб-Афанасьевой)

Московский государственный театр эстрады (Москва, Россия)
- 2015 — «Моя бедная крыша» (по пьесе Майкла МакКивера «37 открыток»)

Московский областной театр юного зрителя п/р Нонны Гришаевой (Москва, Россия)
- 2017 — «Важная птица» (по пьесе Яны Стародуб-Афанасьевой)
- 2018 — «Запретный плод» (по пьесе Игоря Афанасьева)

Центральный академический театр Российской Армии (Москва, Россия)
- 2018 — «Победа.doc» (по пьесе Яны Стародуб-Афанасьевой)
- 2018 — «Главная роль» (по пьесе Михаила Лифшица)

Московский театр на Малой Ордынке (Москва, Россия)
- 2023 — «Эдит Пиаф. Гимн любви» (по пьесе Игоря Афанасьева)

### Сценарист

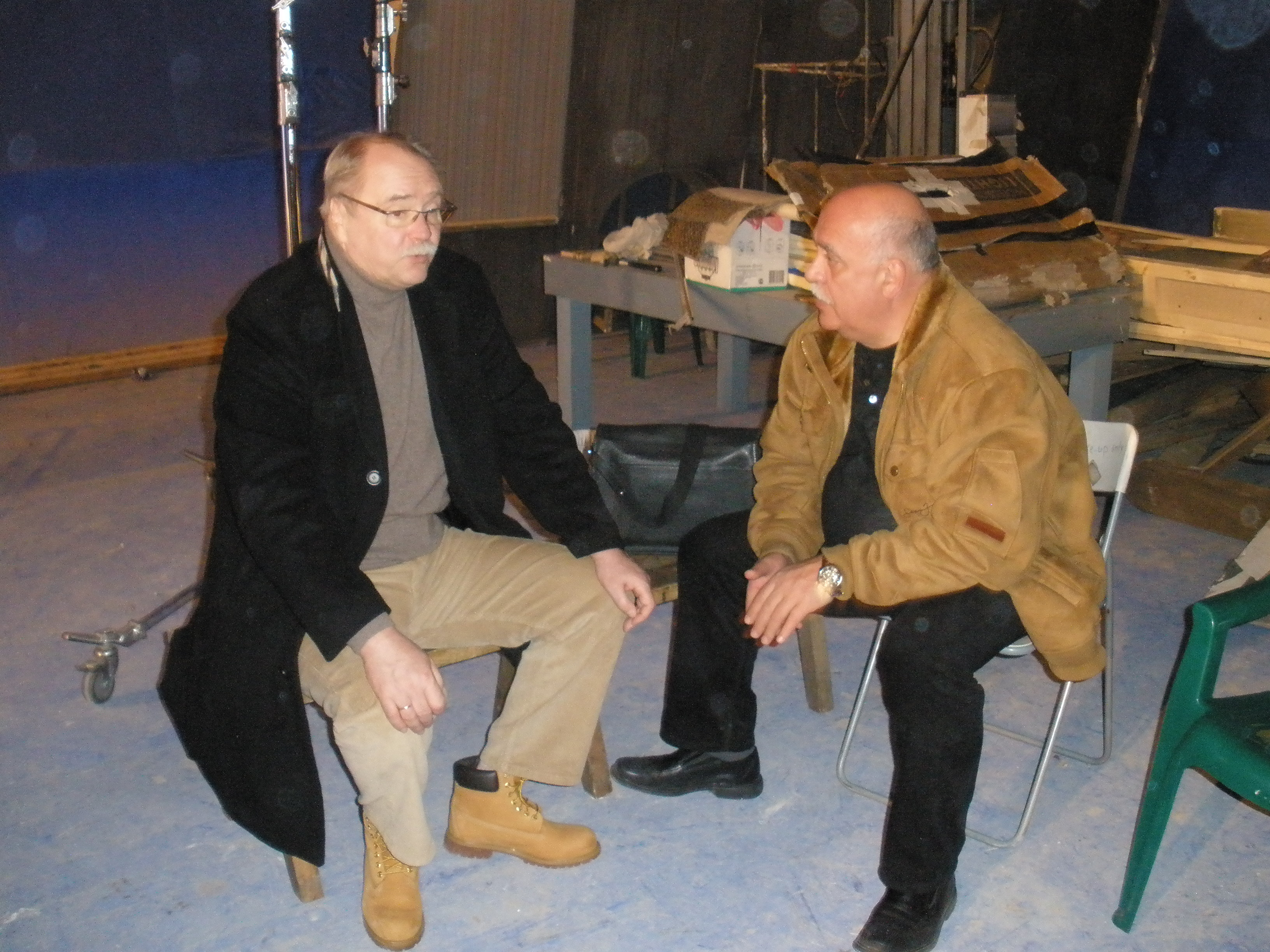
Игорь Афанасьев и Владимир Бортко во время съемок фильма "Петр Первый. Завещание", 2011 год

- 1986 — «Конотопская ведьма» (Украина)
- 1997 — «Дом, который построила Джекки…» (США)
- 2006 — «Игра в шиндай» (Россия) (от авторства сценария отказался)
- 2007 — «Лузер», режиссёр Александр Абдулов
- 2008 — «Автобус» (серии «Богданчик», «Ваши документы»)
- 2011 — «Петр Первый. Завещание», режиссёр Владимир Бортко
- 2012 — «Немой», режиссёр Александр Итыгилов

### Книги

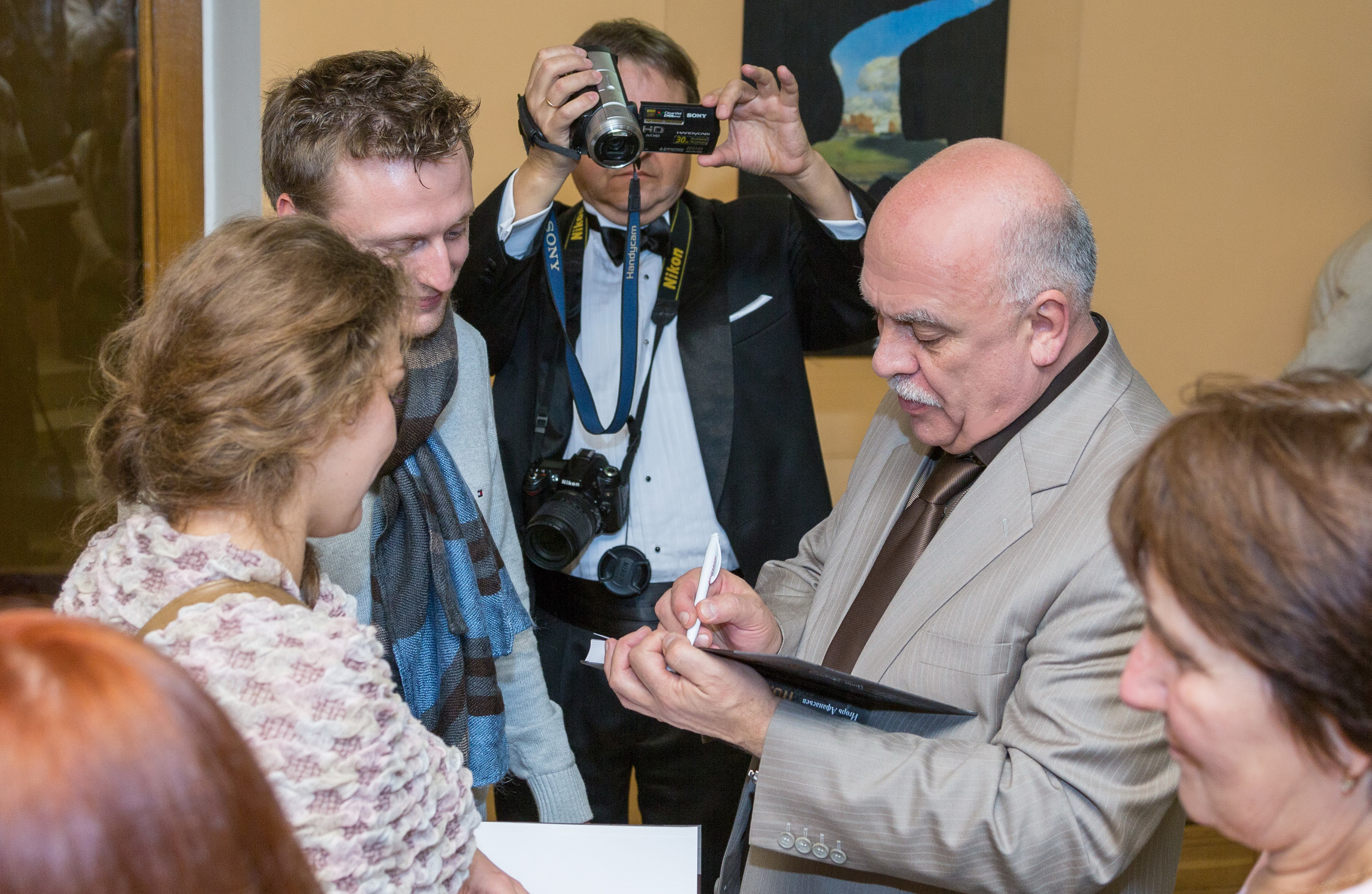
На презентации книги Игоря Афанасьева "Полукровка"

- Игорь Афанасьев. Phantom@love.com: Роман / Худож.-оформитель А. С. Юхтман. — Харьков: Фолио; М.: ООО «Издательство АСТ», 2001. — 394 с. — (Мастера).
- Игорь Афанасьев. Муравьиный Бог. — Издательство Print4u, NY, 2005.
- Виталий Жежера. Скоморох, или Театр Игоря Афанасьева. — Киев, 2007.
- Афанасьев, И. Я. Полукровка: [киноповести] / Игорь Афанасьев; [предисловие Владимира Бортко]. — Киев: Издательство журнала «Радуга», 2013. — 420 с.
- Афанасьев, И. Я. Угол отражения: [роман] / Игорь Афанасьев; [предисловие Анатолия Крыма]. — Киев: Издательство журнала «Радуга», 2021. — 300 с.

### Постановки пьес Игоря Афанасьева
- 1987 — «Шиндай», Винницкий областной музыкально-драматический театр (Украина). Режиссёр Виталий Селезнёв.
- 1989 — «Шиндай», Драматический театр г. Кельце (Польша). Режиссёр Виталий Селезнёв.
- 1992 — «Лёгкий ужин на двоих», Винницкий областной музыкально-драматический театр (Украина). Режиссёр Виталий Селезнёв.
- 1993 — «Лёгкий ужин на двоих», Киевский театр эстрады. Режиссёр Игорь Афанасьев.
- 2001 — «В трёх шагах от Бродвея», Винницкий областной музыкально-драматический театр (Украина). Режиссёр Виталий Селезнёв.
- 2002 — «Варшавская мелодия-2», Продюсерский центр «Театр Игоря Афанасьева» (США). Режиссёр Игорь Афанасьев.
- 2002 — «Терем'ОК!», Продюсерский центр «Театр Игоря Афанасьева» (США). Режиссёр Игорь Афанасьев.
- 2003 — «Школа Донжуанов», Продюсерский центр «Театр Игоря Афанасьева» (США). Режиссёр Игорь Афанасьев.
- 2005 — «Госпожа удача», Гомельский русский театр (Беларусь). Режиссёр Андрей Гузий.
- 2005 — «Гарден Стэйт Парквей», Николаевский театр (Украина). Режиссёр Игорь Славинский.
- 2006 — «Между небом и землей», Житомир (Украина). Режиссёр Наталья Тимошкина.
- 2006 — «Отдайте мои рога» (по пьесе «Гарден Стэйт Парквей»), Тель-Авив (Израиль). Режиссёр Александр Каневский.
- 2007 — «Между небом и землей», Херсонский театр (Украина). Режиссёр Сергей Павлюк.
- 2007 — «Между небом и землей» Симферопольский крымскотатарский театр. Режиссёр Оксана Дмитриева.
- 2007 — «Город Ялта, бабье лето», Николаевский украинский театр. Режиссёр Игорь Славинский.
- 2008 — «Одинокая леди», театр Сузирья (Киев). Режиссёр Игорь Славинский
- 2010 — «Фигурант» (по пьесе «Одинокая леди»), Днепропетровский русский театр (Украина). Режиссёр Владимир Саранчук.
- 2010 — «Одинокая леди», Национальный академический драматический театр им. И. Франко (Киев, Украина). Режиссёр Петр Ильченко.
- 2010 — «Четыре карата взаймы» (по пьесе «Одинокая леди»), Амурский областной театр драмы. Режиссёр Игорь Афанасьев.
- 2010 — «Урус-Шайтан. Байки про Сірка — кошового атамана, шевальє д’Артан’яна та турецького султана», Национальный академический драматический театр им. И. Франко (Киев, Украина). Режиссёр Игорь Афанасьев.
- 2011 — «Мадама, или Сага о Восточном Париже», Амурский областной театр драмы (Россия). Режиссёр Игорь Афанасьев.
- 2011 — «Лузер» (по пьесе «Гарден Стэйт Парквей»), Амурский областной театр драмы (Россия). Режиссёр Игорь Афанасьев.
- 2012 — «Одинокая леди», Киевский академический областной музыкально-драматический театр им. П. К. Саксаганского (Украина). Режиссёр Игорь Славинский.
- 2012 — «Между небом и землёй», Гомельский областной драматический театр (Беларусь). Режиссёр Сергей Павлюк.
- 2012 — «Кто кому Рабинович?», Киевский академический областной музыкально-драматический театр им. П. К. Саксаганского (Украина). Режиссёр Игорь Афанасьев.
- 2012 — «Лузер» (по пьесе «Гарден Стэйт Парквей»), Киевский академический областной музыкально-драматический театр им. П. К. Саксаганского (Украина). Режиссёр Тарас Мазур.
- 2012 — «Поміж небом і землею», Национальный академический драматический театр им. И. Франко (Киев, Украина). Режиссёр Игорь Афанасьев.
- 2013 — «Шиндай!», Киевский государственный театр юного зрителя на Липках (Украина). Режиссёр Игорь Афанасьев.
- 2014 — «Между небом и землёй», Государственный русский драматический театр Удмуртии (г. Ижевск, Россия). Режиссёр Сергей Павлюк.
- 2014 — «Одинокая леди», Ровненский академический музыкально-драматический театр (Украина). Режиссёр Игорь Афанасьев.
- 2014 — «Лёгкий ужин в Паттайе», Амурский областной театр драмы (Россия). Режиссёр Игорь Афанасьев.
- 2014 — «Три совсем не поросёнка», Амурский областной театр драмы (Россия). Режиссёр Игорь Афанасьев.
- 2015 — «2+2» (по пьесе «Запретный плод»), Николаевский академический украинский театр драмы и музыкальной комедии (Украина). Режиссёр Игорь Славинский.
- 2018 — «Запретный плод», МОГ ТЮЗ (Россия)  Режиссёр Игорь Афанасьев.
- 2018 — «Запретный плод», Камышинский драматический театр (Россия). Режиссёр Андрей Бакин.
- 2019 — «Шевалье Иван Сирко», Николаевский академический украинский театр драмы и музыкальной комедии (Украина). Режиссёр Сергей Павлюк.
- 2020 — «Кто кому Рабинович?», Днепровский национальный академический театр им. Т. Г. Шевченко (Украина), режиссёр Александр Варун.
- 2023 — «Эдит Пиаф. Гимн любви», Московский театр на Малой Ордынке (Россия). Режиссёр Игорь Афанасьев.

## Награды и звания
- Заслуженный деятель искусств Украины (1992);
- Член Союза писателей Украины;
- Член Союза писателей Москвы;
- Член Ассоциации драматургов США;
- Лауреат премии им. Островского (1978);
- Лауреат премии им. Бойченко (1980);
- Лауреат международного конкурса киносценаристов, Ялта (2006);
- Лауреат премии «Киевская Пектораль» (спектакль «Эдит Пиаф. Жизнь в кредит», 2009).
- Победитель драматургического конкурса «Война и мир», Москва (пьеса «Сага о Восточном Париже», 2017).
- Победитель международного конкурса драматургов «Бриллиантовый Дюк», (пьеса «Шевалье Сирко», 2018).
- Победитель международного драматургического конкурса «Автора на сцену», Москва (пьеса «Петр Первый из плоти и крови», 2019).